# عمر مصطفی المنتصر
عمر مصطفی المنتصر (عربی: عمر مصطفى المنتصر؛ زاده ۱۹۳۹ – درگذشته ۲۳ ژانویه ۲۰۰۱) یک سیاستمدار و دیپلمات اهل لیبی بود. وی از ۱ مارس ۱۹۸۷ تا ۷ اکتبر ۱۹۹۰ نخست‌وزیر لیبی بود.